# Sport Vlaanderen-Etixx
Experza-Footlogix war ein Radsportteam im Frauenradsport mit Sitz in Merendree (Belgien).
Hauptsponsor des Teams war bis Ende 2017 das Sportförderprojekt der Flämischen Region Topsport Vlaanderen, das im Männerradsport eine Mannschaft unterstützte.

## Erfolge
2012
- Belgische Straßenmeisterschaft: Jolien D’hoore

2014
- 6. Etappe Trophée d’Or Féminin: Kelly Druyts

2015
- Prolog Auensteiner Radsporttage: Ann-Sophie Duyck
- Belgische Zeitfahrmeisterschaft: Ann-Sophie Duyck
- Prolog Trophée d’Or Féminin: Ann-Sophie Duyck
- Chrono Champenois – Trophée Européen: Ann-Sophie Duyck

2016
- 3. Etappe Gracia Orlová: Ann-Sophie Duyck
- Belgische Zeitfahrmeisterschaft: Ann-Sophie Duyck
- Ljubljana-Domzale-Ljubljana: Ann-Sophie Duyck
- Chrono des Nations: Ann-Sophie Duyck

## Platzierungen in UCI-Ranglisten
| Rangliste           | 2009 | 2010 | 2011 | 2012 | 2013 | 2014 | 2015 | 2016 |
| ------------------- | ---- | ---- | ---- | ---- | ---- | ---- | ---- | ---- |
| Weltrangliste       | 24.  | 19.  | 10.  | 23.  | 29.  | 23.  | 18.  | 22.  |
| Weltcup / WorldTour | –    | 39.  | 14.  | 29   | –    | 19.  | –    | 32.  |